# Curt Harnett
Curtis "Curt" Melvin Harnett (Toronto, 14 de maig de 1965) va ser un ciclista canadenc que era especialista en les proves en pista, concretament en velocitat i quilòmetre contrarellotge. Guanyador de tres medalles olímpiques, també va aconseguir pujar dos cops al podi dels Campionats del món.

## Palmarès en pista
- 1984
  -  Medalla de plata als Jocs Olímpics de Los Angeles en Quilòmetre contrarellotge
- 1987
  - Medalla d'or als Jocs Panamericans en Quilòmetre
- 1992
  -  Medalla de bronze als Jocs Olímpics de Barcelona en Velocitat individual
- 1996
  -  Medalla de bronze als Jocs Olímpics d'Atlanta en Velocitat individual

## Palmarès en ruta
- 1992
  -  Campió del Canadà de contrarellotge individual

### Resultats a laCopa del Món
- 1996
  - 1r a Atenes i Busto Garolfo, en Velocitat